# Dighwāra
Dighwāra är en ort i Indien.   Den ligger i distriktet Sāran och delstaten Bihar, i den nordöstra delen av landet, 800 km öster om huvudstaden New Delhi. Dighwāra ligger 59 meter över havet och antalet invånare är 29 270.
Terrängen runt Dighwāra är mycket platt. Runt Dighwāra är det mycket tätbefolkat, med 1 956 invånare per kvadratkilometer. Närmaste större samhälle är Dānāpur, 12,5 km söder om Dighwāra. Trakten runt Dighwāra består till största delen av jordbruksmark.